# Хіславицький район
Хіславицький район (рос. Хиславичский район) — адміністративна одиниця Смоленської області Російської Федерації.
Адміністративний центр — селище міського типу Хіславичі.

## Географія
Територіально район межує: на північному сході з Починківським, на півночі-заході з Монастирщинський, на півдні з Шумяцьким районами Смоленської області. На заході район межує з Білоруссю. Площа території - 1161,04 км².
Район розташовано на Созько-Остерській низині, лише на південному заході є відріг Рославльсько-Шумяцької височини.

## Історія
Район створено в 1928 році. В 1963 році було приєднано до Монастирщинського району, відновлено в 1965 році.

## Адміністративний поділ
До складу району входять одне міське та 11 сільських поселень:
| Муніципальне утворення             | Чисельність населення, | Площа, км² | Адміністративний центр |
| ---------------------------------- | ---------------------- | ---------- | ---------------------- |
| Хіславицьке міське поселення       | 4,495 тис.             | 7,16       | смт Хіславичі          |
| Володимирівське сільське поселення | 0,241 тис.             | 34,77      | село Володимирівка     |
| Городищенське сільське поселення   | 0,782 тис.             | 86,46      | село Городище          |
| Іозефовське сільське поселення     | 0,473 тис.             | 68,97      | село Іозефовка         |
| Кожуховицьке сільське поселення    | 0,987 тис.             | 117,66     | село Браткова          |
| Колесниковське сільське поселення  | 0,291 тис.             | 67,25      | село Великі Хутори     |
| Корзовське сільське поселення      | 0,873 тис.             | 71,45      | село Корзово           |
| Мікшинське сільське поселення      | 0,409 тис.             | 75,61      | село Мікшино           |
| Печьорське сільське поселення      | 1,131 тис.             | 233,69     | село Печорська Буда    |
| Соїнське сільське поселення        | 0,308 тис.             | 50,21      | село Соїно             |
| Упинське сільське поселення        | 0,451 тис.             | 82,51      | село Упино             |
| Череповське сільське поселення     | 0,801 тис.             | 161,06     | село Черепово          |